# Rizzi Zannoni

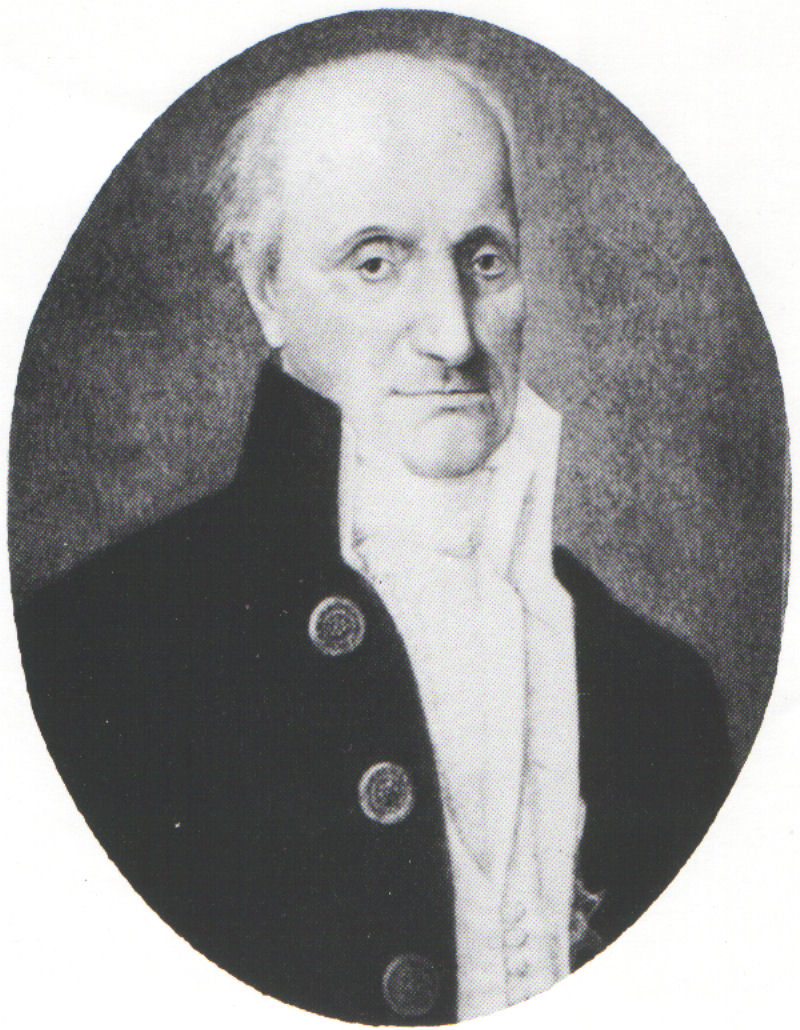
Rizzi Zannoni

Giovanni Antonio Rizzi Zannoni (ur. 1736 w Padwie, zm. 1814 w Neapolu) – wszechstronny astronom, mierniczy i matematyk. Był geografem Republiki Weneckiej i hydrografem Marynarki wojennej w Paryżu. Mapy w jego rozmaitych atlasach były ozdobnie wygrawerowane, pokazujące minuty i detale, były szczegółowo ozdobione kartuszami (rysunkami zawiniętych brzegów i tytułów mapy).
Jego osiągnięciem było opracowanie w wielkiej skali (1:629 000) mapy Polski – „Carte de la Pologne...” – atlasu składającego się z 24 kart, wydanego w Paryżu w 1772. Głównymi wykonawcami planów kartograficznych byli kapitan artylerii Franciszek Czaki i matematyk króla Stanisława Augusta Endersch. Inicjatorem wydania pierwszego atlasu ziem polskich był Józef Aleksander Jabłonowski (na jego koszt).